# Paweł (biskup Wschodniej Kanady)
Paweł – duchowny Koptyjskiego Kościoła Ortodoksyjnego, od 2019 biskup Wschodniej Kanady.

## Życiorys
W 2004 złożył śluby zakonne w Monasterze Rzymian. Święcenia kapłańskie przyjął w 2009. Sakrę biskupią otrzymał 9 czerwca 2019.